# Спиридон (патриарх Сербский)
Спиридон (серб. Спиридон; ? ― 1389) — патриарх Сербский в 1382—1388 годах.
Родился в городе Нише, год рождения неизвестен. Православный святой (блаженный): память — 30 августа.
Патриарх заботился об иноческих обителях в трудные годы гражданского и церковного нестроения.
В церковных песнях святитель Спиридон называется «цевницей духовной»: отсюда заключают, что он писал священные песни для Сербской православной церкви.
Мощи святителя Спиридона почивают в монастыре Печская Патриархия.